# Hiệp sĩ lưu ban
Rakudai Kishi no Cavalry (落第騎士の英雄譚 (Lạc đệ Kỵ sĩ Cavalry (Anh hùng đàm)) Rakudai Kishi no Kyabarurii, dịch: "Anh hùng truyện về Kị sĩ rớt hạng"), tại Việt Nam được phát hành với tên Hiệp sĩ lưu ban là một light novel Nhật Bản sáng tác bởi Misora Riku và minh họa bởi Won. Volume đầu tiên được phát hành vào ngày 15 tháng 7 năm 2013. Một bản anime dựa trên light novel gốc được trình chiếu từ ngày 03/10/2015 đến ngày 19/12/2015. Ngày 9 tháng 1 năm 2017, tập đầu tiên của light novel được cấp phép tại Việt Nam, ấn bản do Amak Books phát hành.

## Cốt truyện
Cốt truyện được đặt ở một thế giới mà nơi đó những con người với sức mạnh siêu nhiên được gọi là Blazer có khả năng sử dụng Device, một loại vũ khí được tạo ra từ linh hồn của những người đó. Kurogane Ikki, hay còn được biết đến với biệt danh "Worst One" bởi tất cả mọi người xung quanh, đã chạm mặt với Stella Vermillion khi cô đang thay đồ trong phòng của anh. Cuộc gặp mặt này đã thay đổi cuộc đời của Ikki khi anh quyết tâm trở thành một Ma Pháp Hiệp Sĩ bằng cách vô địch giải đấu Thất Tinh Kiếm. Thất Tinh Kiếm giải là một giải đấu hằng năm được tổ chức bởi 7 học viện Ma Pháp Hiệp Sĩ tại Nhật Bản để tìm ra Hiệp Sĩ tập sự mạnh nhất. Người chiến thắng sẽ có được danh hiệu Thất Tinh kiếm Vương. Giải đấu sử dụng thực chiến và khả năng tử vong là có thể.

## Nhân vật

### Học viện Hagun
Kurogane Ikki (黒鉄 一輝)
Lồng tiếng: Ōsaka Ryōta, Fujii Yukiyo (lúc nhỏ)
Nam chính của truyện, một Blazer hạng F được biết đến với biệt danh Worst One ( 落第騎士 (Lạc đệ Kỵ sĩ) Wāsuto Wan, "Hiệp sĩ Lưu ban"). Device của anh là thanh katana có tên Intetsu (陰鉄 (Âm Thiết)). Ikki có thể học rất nhanh kỹ năng của đối phương khi chiến đấu, và có thể sử dụng một bí kỹ có tên là Ittō Shura (一刀修羅 (Nhất đao Tu la)). Là một thành viên của gia tộc Kurogane danh tiếng, Ikki bị chính gia đình của mình đối xử ghẻ lạnh khi còn nhỏ do không có tài năng. Cuộc đời Ikki thay đổi khi anh gặp được ông cố của mình, Kurogane Ryoma, một Blazer huyền thoại và là người đã động viên Ikki trong lúc anh tuyệt vọng nhất. Anh quyết định bỏ nhà và đến Học viện Hagun. Bị sức ép từ gia tộc, anh luôn bị nhà trường đánh hạng F và không thể lên lớp. Được sự cổ vũ từ Stella, Ikki đánh bại đối thủ cũ Kirihara Shizuya và được mọi người gán biệt danh mới là Another One ( 無冠の剣王 (Vô quan Kiếm vương) Anazā Wan, "Kiếm vương Không ngai"). Ở trận đấu cuối cùng vòng tuyển chọn trường, Ikki đánh bại người mạnh nhất trường là Hội trưởng Tōdō Tōka và được chọn làm Trưởng đoàn của Học viện Hagun tại đại hội Thất Tinh Kiếm. Tiến tới trận chung kết, sau khi đánh bại Stella Vermillion, anh chính thức trở thành nhà vô địch của Thất Tinh Kiếm lần thứ 62. Trong trận đấu đó, anh cũng thức tỉnh và trở thành Desperados thứ 3 của Nhật Bản, cùng với Kurogane Ryoma và Nangou Toragirou
Stella Vermillion (ステラ・ヴァーミリオン Sutera Vāmirion)
Lồng tiếng: Ishigami Shizuka
Nữ chính của truyện, nhị công chúa của Vương quốc Vermillion, một Blazer thiên tài mười năm có một của đất nước. Biệt danh của cô là Guren no Kōjo (紅蓮の皇女 (Hồng liên Hoàng nữ) "Công chúa Sen đỏ"). Cô là bạn cùng phòng ký túc của Ikki và sau này là bạn gái/hôn thê của anh. Device của cô là một thanh kiếm tên Laeventein (妃竜の罪剣 (Phi long Tội kiếm) Rēvatein). Tuyệt kỹ của cô là Katharterio Salamandra ( 天壌焼き焦がす竜王の焔 Karusaritio Saramandora). Khi còn bé, Stella không thể kiểm soát được sức mạnh của mình và thường bị thương mỗi khi sử dụng Device. Với nỗ lực phi thường, cô cuối cùng đã làm chủ được sức mạnh của mình và được xem là thiên tài. Stella do không muốn trở nên tự cao nên đã quyết định du học đến Nhật Bản. Lúc đầu, cô không ưa Ikki vì anh bị xếp hạng F còn cô ở hạng A, sau sự cố thay đồ đã thách đấu Ikki, với phần thưởng là người thua phải phục tùng và nghe mọi lệnh từ người thắng. Sau khi thua trận đấu, cô đành nhận làm người hầu phục vụ cho Ikki mặc dù cậu chỉ muốn làm hòa. Từ đó hai người dần phát triển tình cảm. Tại trận đấu với Fu Xiaoli, cô đã thức tỉnh và trở thành một Desperados. Cô đã đánh bại Ouma Kurogane ở trận bán kết nhưng đã để thua Ikki ở trận chung kết Kiếm hội Thất tinh và về vị trí thứ 2.
Kurogane Shizuku (黒鉄 珠雫)
Lồng tiếng: Tōyama Nao
Em gái Ikki, người có tình cảm đặc biệt dành cho anh mình. Một Blazer hạng B với biệt danh Lorelei ( 深海の魔女 (Thâm hải Ma nữ) Rōrerai, "Phù thủy Biển sâu"), chuyên về điều khiển và kiểm soát ma thuật nước. Device của cô là Yoishigure với các tuyệt kỹ của là Shōha Suiren (障波水蓮 (Chướng Ba Thủy Liên)), Suirōdan (水牢弾 (Thủy Lao Đạn)) và Hisuijin (緋水刃 (Phi Thủy Nhậm)). Shizuka rất căm ghét gia đình mình vì đã đối xử bất công với Ikki và cũng không thích mang tên của dòng họ. Cô lúc đầu phản đối mối quan hệ giữa Ikki và Stella nhưng rồi cũng dần chấp nhận và đã quyết định dạy Stella cách làm dâu nhà Kurogane. Cô đôi khi cũng tự chế ra những điều luật hà khắc để làm khó Stella. Tuy vậy, cô và Stella vẫn luôn dành cho nhau 1 sự tôn trọng nhất định. Sau khi hồi sinh được anh trai mình sau trận chiến tại Vermillion, cô đã được thăng lên thành Blazer hạng A.
Arisuin Nagi (有栖院 凪)
Lồng tiếng: Asanuma Shintarō
Bạn cùng phòng của Shizuku. Tự xung là con gái và thích được gọi là Alice (アリス Arisu) nhưng thực tế lại là nam nhân chính hiệu. Device của Alice là Darkness Hermit và tuyệt kỹ là Shadow Bind (影縫い Shadō Baindo, trói bóng). Alice từng là một thành viên của tổ chức Akatsuki nhưng đã phản bội họ để cúu Shizuku.
Ayatsuji Ayase (綾辻 絢瀬)
Lồng tiếng: Kobayashi Yū
Học sinh năm 3 học viện Hagun, con gái của kiếm sư nổi tiếng Ayatsuji Kaido. Ayase tiếp cận Ikki và xin anh huấn luyện, nâng cao kiếm thuật cho mình. Hai năm trước cốt truyện, cha của cô đã chiến bại trước Kuraudo, một Blazer của học viện Tonrou dẫn đến việc võ đường của gia đình bị mất vào tay Kuraudo. Sau sự kiện này, Ayase thường xuyên khiêu chiến Kuraudo nhưng luôn bại trận. Cô mong muốn được tham vào Thất Tinh Kiếm Giải với hy vọng giành lại được võ đường.
Kusakabe Kagami (日下部 加々美)
Lồng tiếng: Aisaka Yūka
Một nhà báo năng nổ và là người lập ra club báo chí. Mặc dù tự nhận rằng không viết tin lá cải, cô vẫn nghe ngóng nhiều tin đồn và tạo nên những vụ scandal từ chúng. Alice đặt cho cô biệt danh "Kagamin".
Kirihara Shizuya (桐原 静矢)
Lồng tiếng: Matsuoka Yoshitsugu
Một Blazer hạng C với biệt danh Hunter (Thợ săn), đối thủ của Ikki. Shizuya đánh bại Ikki vào năm trước vì Ikki không thể đánh lại nếu không sẽ bị đuổi học. Shizuya tái chiến với Ikki tại vòng loại và đại bại.
Totokubara Kanata (貴徳原 カナタ)
Lồng tiếng: Hikasa Yōko
Hiệp sĩ tập sự xếp hạng 2 của học viện Hagun. Cũng như Tōka, Kanata có kinh nghiệm thực chiến dày dặn. Cô cũng là thủ quỹ của hội học sinh.
Tomaru Renren (兎丸 恋々)
Lồng tiếng: Ichimichi Mao
Hiệp sĩ tập sự xếp hạng 3 của học viện Hagun với biệt danh Runner's High. Tuyệt kỹ của cô là Black Bird (ブラックバード, Burakku Bādo) gia tăng tốc độ bản thân và có thể đạt đến tốc độ siêu thanh ở cực đại. Cô bại trận trước Ikki.
Saijo Ikazuchi (砕城 雷)
Lồng tiếng: Takeuchi Ryota
Thư ký hội học sinh với biệt danh "Destroyer". Tuyệt kỹ của Ikazuchi là thu thập quán tính bằng việc vung kiếm, vung càng nhiều thì kiếm trở nên càng nặng. Ikazuchi thua cuộc trong trận đấu với Stella.
Misogi Utakata (御祓 泡沫)
Lồng tiếng: Han Megumi
Hội phó hội học sinh học viện Hagun, bạn thời thơ ấu của Touka và Kanata.
Toudo Touka (東堂 刀華)
Lồng tiếng: Kanemoto Hisako
Hội trưởng hội học sinh học viện Hagun. Một Blazer hạng B chuyên về Battojutsu (nghệ thuật rút kiếm), người được mệnh danh là Blazer mạnh nhất trường. Tuyệt kỹ của cô là Raikiri ( 雷切 (Lôi Thiết) "Nhát chém sấm sét"), một kỹ năng cho phép Touka rút kiếm ra khỏi vỏ với tốc độ sấm sét (61111 m/s). Mặc dù là một học sinh và là hiệp sĩ tập sự, cô có kinh nghiệm thực chiến từ việc trợ giúp phá hủy các căn cứ của phiến quân. Touka đánh bại Shizuku trong vòng loại nhưng sau đó thua Ikki trong trận chiến quyết định thành viên cuối cùng tham dự Thất Tinh kiếm.
Saikyo Nene (西京 寧音)
Voiced by: Iguchi Yuka
Bạn thân của Kurono, hiện đang làm giáo viên bán thời gian tại học viện Hagun. Biệt danh của cô là Yakshahime, cô sở hữu những kỹ năng đối địch với Kurono. Nene là một vận động viên chuyên nghiệp, cô đã từng tham gia các giải thể thao như King of Knights, đấu tay đôi giữa các Blazers và thậm chí là cả Thế Vận hội Olympic. Cô là đệ tử của Nangou Toragirou và cũng là 1 trong những Desperados.
Oreki Yuri (折木 有里)
Lồng tiếng: Kitta Izumi
Giáo viên chủ nhiệm của Ikki và Stella, cô luôn muốn các học trò gọi mình là "Yuri-chan". Yuri bị mắc một căn bệnh lạ khiến cô luôn bị phụt máu mũi mỗi ngày. Yuri đã giúp cho Ikki có thể nhập học vào học viện Hagun.
Shinguji Kurono (新宮寺 黒乃)
Lồng tiếng: Higashiuchi Mariko
Hiệu trưởng mới học viện Hagun, đã từng là một Ma Pháp Hiệp Sĩ xếp hạng 3 trên toàn thế giới, biệt danh là World Clock. Ngay khi đến nhận việc tại học viện Hagun, Kurono đã ngay lập tức sa thải tất cả những người có liên quan trong vụ việc Ikki bị lưu ban. Cô cũng đã tổ chức các trận đấu chọn để tất cả học sinh đều có cơ hội tham gia Thất Tinh Kiếm giải. Cô cũng đã hứa với Ikki là sẽ cho anh tốt nghiệp nếu anh vô dịch Thất Tinh kiếm bất kể điểm số.

### Gia tộc Kurogane
Kurogane Ryouma (黒鉄 龍馬)
Lồng tiếng: Arimoto Kinryu
Một Blazer lừng danh và là ông cố của Ikki.
Kurogane Itsuki (黒鉄 巌)
Lồng tiếng: Hayami Shou
Tộc trưởng đương nhiệm của gia tộc Kurogane và là bố của Ouma, Ikki,và Shizuku. Ông đối xử ghẻ lạnh với Ikki lúc nhỏ và lệnh cho Ikki không được ra mặt trước mọi người. Khi Ikki bỏ nhà ra đi, Itsuki đã dùng quan hệ của mình để làm cho Ikki phải bị lưu ban. Về sau, ông đã chấp nhận Ikki khi thấy được sức mạnh của cậu.
Kurogane Ouma (黒鉄 王馬)
Anh cả của Ikki và Shizuku. Ouma bỏ nhà đi biệt 5 năm trước cốt truyện và được cho rằng đã mất tích. Ouma sau đó xuất hiện lại dưới danh nghĩa là một thành viên của Akatsuki và đánh bại Stella trong một trận thách đấu. Nhưng tới Thất Tinh kiếm, anh đã để thua Stella trong trận bán kết và chấp nhận vị trí thứ ba chung cuộc.

### Blazer
Edelweiss (エーデルワイス Ēderuwaisu)
Edelweiss là một tội phạm và cũng là một trong những Blazer mạnh nhất thế giới. Và cũng vì quá mạnh, nên cô đã dễ dàng bỏ trốn khi bị bắt giữ.
Kurashiki Kuraudo (倉敷 蔵人)
Lồng tiếng: Hosoya Yoshimasa
Một kiếm sĩ của học viện Tonrō, Blazer hạng C với biệt danh Sword Eater ( 剣士殺し (Kiếm Sĩ Sát) Sōdo Ītā) do đã có được nhiều chiến tích hạ gục các kiếm sĩ. Kuraudo đã từng xếp top 8 tại giải đấu lần trước. Kuraudo trả lại võ đường cho Ayase sau khi bị Ikki đánh bại.
Moroboshi Yudai (諸星 雄大)
Cựu vô địch của Thất Tinh Kiếm giải lần trước. Yudai đã thua Ikki trong trận khai mạc Thất Tinh kiếm.

## Truyền thông

### Light Novel
Rakudai Kishi no Cavalry là một tiểu thuyết Nhật Bản theo dạng Light Novel sáng tác bởi Misora Riku và minh họa bởi Won. Volume đầu tiên được ra mắt vào ngày 15/07/2013, 18 volume đã tiếp theo đã được phát hành tính đến ngày 12/06/2020, bản quyền thuộc SB Creative's GA Bunko imprint.

### Manga
Một phiên bản manga vẽ bởi Megumi Soramichi được phát hành dài tập trên Monthly Shonen Gangan vào năm 2014.

### Anime
Một phiên bản anime sản xuất bởi Silver Link và Nexus được trình chiếu từ ngày 03/10/2015 đến ngày 19/12/2015. Sentail Filmworks đã mua bản quyền phát hành cho thị trường Bắc Mỹ.

#### Danh sách các tập phim
| No. | Tên                                                  | Original air date |
| --- | ---------------------------------------------------- | ----------------- |
| 1 | "Rakudai kishi Wan" (落第騎士 I)                     | 03/10/2015        |
| Trở về phòng sau cuộc chạy bộ buổi sáng như thường ngày, Ikki đã chạm mặt một cô gái lạ đang thay đồ trong phòng của anh. Sau khi bị ép phải xin lỗi bởi hiệu trưởng Kurono, Ikki được cho biết rằng cô gái đó là nhị công chúa của vương quốc Vermillion, một Blaze hạng A có tiếng và cũng sẽ là bạn cùng phòng mới của anh. Stella ban đầu định đặt ra những quy tắc ở chung bắt Ikki không nói, không nhìn, không thở khiến anh không thể nào chấp nhận được. Hiệu trưởng quyết định sắp xếp cho 2 người giải quyết mọi chuyện bằng một trận đấu tập. Người thua sẽ phải phục tùng người thắng mãi mãi. Ikki đã chấp nhận trận đấu dù ở thứ hạng thấp nhưng anh tin vào sự khổ luyện của mình. Ikki đã sao chép lại các kỹ năng của Stella và sử dụng chính chúng chống lại cô. Stella đã phải sử dụng đến tuyệt kỹ của mình nhưng vẫn bị Ikki tránh được tấn công cô, Ikki cuối cùng đã chiến thắng nhưng cũng ngất xỉu do bị kiệt sức. Kurono đến thăm Stella trong phòng y tế và giải thích rằng Ikki xếp hạng F là do những thước đo sức mạnh hiện tại không thể đo được anh vì anh khác biệt với mọi người. Stella sau đó trở lại phòng, xin lỗi Ikki vì hành động của cô. Ikki nhắc lại vụ cá cược họ đã đồng ý và sau đó ra lệnh chô cô phải làm bạn cùng phòng của anh. |                                                      |                   |
| 2 | "Rakudai kishi Tsū" (落第騎士 II)                    | 10/10/2015        |
| Em gái của Ikki là Shizuku nhập học vào học viện Hagun sau 4 năm không gặp mặt. Trong lớp, Ikki và Stella được thông báo về các trận đấu chọn của Thất Tinh Kiếm giải. Sau khi tan lớp, cả hai bất ngờ khi gặp được Shizuku và Shizuku đã ngay lập tức hôn anh trai mình dẫn đến việc 2 cô gái đấu tay đôi nhau. Shizuku lỡ miệng nói rằng gia tộc Kurogane chưa bao giờ công nhận sự tồn tại của Ikki khi đang bảo Stella tránh xa anh mình ra. Tối hôm đó, Shizuku gặp bạn cùng phòng của mình là Alice. Trong khi đó, Stella muốn Ikki giải thích những gì Shizuku đã nói. Ikki giải thích rằng anh ra đời không có bất cứ một tài năng nào trong một gia tộc luôn sản sinh ra những Blazer tiềm năng. Vì lý do trên mà Ikki bị đối xử ghẻ lạnh bởi gia đình của mình. Ikki sau này bỏ nhà ra đi và bị lạc trong một cơn bão tuyết, anh đã được cứu bởi ông cố của mình và được ông động viên không bao giờ từ bỏ, phải luôn tin vào chính bản thân mình. Ikki sau việc này đã quyết tâm trở thành một người như ông mình và đã được chấp nhận vào học tại học viện Hagun. Nhưng khi gia tộc Kurogane phát hiện ra sự việc này, họ đã tạo áp lức khiến cho nhà trường phải làm cho Ikki bị lưu ban. Ikki đã từng tin rằng sự quấy rối từ gia đình mình sẽ không bao giờ chấm dứt. |                                                      |                   |
| 3 | "Rakudai kishi Surī" (落第騎士 III)                  | 17/10/2015        |
| Sau khi luyện tập với Ikki, Stella cố gắng mời Ikki một cuộc hẹn hò nhưng thất bại do tin nhắn từ Shizuku rủ Ikki đi mua sắm với mình. Stella đã bị shock khi Ikki chấp nhận lời mời của Shizuku. Suốt cả ngày đi mua sắm là cuộc đấu đá giữa Stella và Shizuku để có được sự chú ý từ Ikki, Shizuku có vẻ như luôn ở chiếu trên so với Stella. Khi đang tách ra để đi vệ sinh thì khu mua sắm bất ngờ bị khống chế bởi một nhóm người có vũ trang cầm đầu bởi một Blazer tên Bisho. Chúng bắt giữ các con tin và đòi một số tiền lớn làm tiền chuộc. Hiệu trưởng Kurono đã cho phép Ikki và mọi người sử dụng Device để giải quyết vụ việc. Dùng con tin để uy hiếp, Bisho ép Stella phải thoát y và xin lỗi. Shizuku lợi dụng việc những tay súng bị xao lãng và dựng tường nước để bảo vệ mọi người trong khi Ikki tấn công. Ikki chém đứt tay trái của Bisho làm hắn không thể sử dụng Device được nữa. Kirihara Shizuya bất ngờ xuất hiện và đánh gục tất cả những tay súng còn lại. Shizuya sau đó khêu gợi lại rằng Ikki đã từng có một trận đấu với mình nhưng đã bỏ chạy và trong giải đấu lần này, Shizuya sẽ là đối thủ đầu của Ikki. |                                                      |                   |
| 4 | "Rakudai kishi Fō" (落第騎士 IV)                     | 24/10/2015        |
| Trong vòng đấu loại, Stella, Shizuku và Alice dễ dàng đánh bại đối thủ của họ. Trong khi đó, Ikki nghiên cứu về tuyệt kỹ của Shizuya, một kỹ năng giúp cho Shizuya tàng hình và khó bị phát hiện kể cả khi sử dụng các loại giác quan khác ngoài mắt. Ikki gặp Alice và kể rằng vào năm ngoái, khi mà gia tộc Kurogane vẫn có áp lực lên hiệu trưởng đời trước, Shizuya đã luôn quấy rối Ikki bằng Device của mình. Ikki đã không đánh trả lại vì tin rằng việc này sẽ bị sử dụng như một lý do để đuổi học mình. Ngày tiếp theo trong trận đấu, Shizuya mở màn bằng việc ngay lập tức sử dụng tuyệt kỹ của mình để tạo ra một khu rừng ảo ảnh. Ban đầu Ikki có thể đoán được vị trí của Shizuya bằng việc quan sát xem các mũi tên bắn ra từ đâu. Không lâu sau đó, Shizuya sử dụng một kỹ năng mới của mình làm cho các mũi tên cũng trở nên vô hình và nhờ đó đả thương Ikki. Shizuya khiêu khích Ikki bằng việc nói rằng Ikki phải vô địch Thất Tinh Kiếm giải thì mới được tốt nghiệp. Stella với sự giận dữ đứng lên hét rằng Ikki phải tiếp tục chiến đấu. Ikki sử dụng tuyệt kỹ của mình, phát hiện ra vị trí của Shizuya và kết thúc trận đấu với chiến thắng của mình, Ikki cũng ngất xỉu do bị kiệt sức. Tại phòng dưỡng sức, Ikki được Stella đến thăm và anh đã tỏ tình với Stella. Stella ban đầu bất ngờ nhưng sau đó đã hôn má Ikki. Cả hai cùng hứa sẽ chiến thắng vòng loại và sẽ đấu lẫn nhau trong vòng chung kết của giải. |                                                      |                   |
| 5 | "Kōjo no taiken" (皇女の体験)                        | 31/10/2015        |
| Hai tuần đã qua kể từ khi Ikki đánh bại Shizuya, anh dễ dàng đánh bại các đối thủ của mình tại vòng loại và trở nên nổi tiếng với các học sinh khác. Ikki đồng ý giúp họ luyện tập và nâng cao khả năng bằng những gì mình đã học từ kiếm thuật. Stella thì lại thấy khó chịu khi Ikki quan tâm mình ít hơn từ khi 2 người cặp nhau. Ikki sau đó mang Stella, Shizuku, Alice và học trò của mình tới bể bơi để luyện tập thêm. Tại đó, Shizuku và Stella đã tranh cãi về tình cảm giữ cô và anh trai mình trong quá khứ dù quan hệ ruột thịt của họ. Stella đã cãi nhau với Ikki sau khi anh nói chuyện với Kagami vì nghĩ rằng Ikki không còn thích mình nữa. Cả hai cuối cùng bình tĩnh làm lành và hôn nhau. |                                                      |                   |
| 6 | "Kenshi koroshi Wan" (剣士殺し I)                    | 07/11/2015        |
| Ikki để ý thấy rằng mình đang bị theo dõi bởi một nữ sinh, người sau này bị bắt quả tang và khai họ tên là Ayatsuji Ayase, con gái của kiếm sư nổi tiếng Ayatsuji Kaito. Ayase nói rằng đã luôn muốn được Ikki chỉ dạy kiếm thuật cho mình nhưng ngại vì cô sợ đàn ông. Ikki đã đồng ý giúp Ayase trong sự bất ngờ của cả Stella lẫn Shizuku. Trong khi luyện tập, Ikki chỉ ra rằng lý do Ayase không thể tiến bộ là vì cô đã luôn cố bắt chước tư thế của cha mình, điều mà cô sẽ không bao giờ có thể làm được vì cơ thể nam và nữ khác nhau. Ikki đã giúp sửa lai tư thế của Ayase, cô đã có thể đánh trúng Ikki một chiêu dễ dàng. Trong khi đang tiễn Ayase về nhà, Stella hỏi Shizuku rằng liệu cô có ghen với Ayase. Shizuku nói không và mong rằng Stella sẽ luôn theo cạnh Ikki, không bao giờ phản bội anh. Vào một tối, khi đang ăn tối cùng Stella và Ayase, cả ba chạm mặt Kuraudo, một Blazer quen biết Ayase và là người luôn khinh thường các kiếm sĩ. Kuraudo quấy rối Ayase và đả thương Ikki khi anh đứng lên bảo vệ cho cô. Sau đó họ gặp Utakata và Kanata, thành viên của hội học sinh học viện Hagun khen rằng Ikki đã không đánh lại Kuraudo. Trong khi đang trên đường về nhà Ayase cho Ikki biết rằng họ sẽ là đối thủ của nhau trong vòng đấu tiếp theo. Đêm hôm sau, Ikki lên tầng thượng học viện để gặp Ayase. |                                                      |                   |
| 7 | "Kenshi koroshi Tsū" (剣士殺し II)                   | 14/11/2015        |
| Ayase lừa Ikki lên tầng thượng và nhảy xuống, buộc Ikki phải sử dụng Itto Shura để cứu cô. Itto Shura chỉ có thể dùng một lần mỗi ngày và vì thế, trong trận đấu cùng ngày với Ayase, Ikki sẽ không thể dùng tuyệt kỹ của mình, tạo lợi thế cho Ayase. Ikki trở về phòng trong tình trạng mệt mỏi và kiệt sức. Ngày hôm sau, Ikki phải đấu với Ayase và những cái bẫy mà cô đặt sẵn trong khi không thể sử dụng tuyệt kỹ. Tuy nhiên, Ikki hiểu vì sao Ayase làm vậy và vẫn muốn giúp cô giành lại danh dự. Mặc dù bị trọng thương nhưng Ikki vẫn có thể qua mặt được Ayase và đánh bại cô. Sau trận đấu, Ikki quyết định giúp Ayase lấy lại những gì đã mất. |                                                      |                   |
| 8 | "Kenshi koroshi Surī" (剣士殺し III)                 | 21/11/2015        |
| Ikki cùng Stella và Ayase đến võ đường của gia đình Ayatsuji để thách đấu Kuraudo giành lại võ đường. Từ những vết thương của Ikki khi đang lâm trận với Kuraudo, Ayase nhớ lại trận đấu giữa cha mình và Kuraudo khiến cô sợ hãi. Ayase muốn dừng trận đấu nhưng Stella đã ngăn lại và nói rằng Ikki đang tận hưởng cuộc đấu, giống như cha cô 2 năm về trước. Ayase khi ấy nhận ra rằng lời xin lỗi mà cha nói là dành cho Kuraudo vì đã không thể chiến đấu với anh như mong đợi. Sử dụng bí kỹ của Kaito, Ikki chiến thắng và giành lại được võ đường cho Ayase. Ayase sau đó tự thú việc cô lừa Ikki và bị cấm thi đấu. Cha của Ayase thức tỉnh sau cuộc hôn mê dài trong bệnh viện. |                                                      |                   |
| 9 | "Kōjo no kyūjitsu" (皇女の休日)                      | 28/11/2015        |
| Hiệu trưởng gửi Ikki và Stella đến một trại huấn luyện. Stella ban đầu rất vui vì nghĩ rằng sẽ được ở cùng Ikki một mình nhưng nhanh chóng thất vọng vì họ bị gửi đến để giúp hội học sinh lau dọn trại huấn luyện. Sau khi lau dọn xong, Stella bảo rằng muốn lên núi xem thác nước với Ikki mặc dù bị cảm. Một cơn bão bất ngờ buộc cả hai phải tạm trú vào một căn nhà bỏ hoang. Họ bị tấn công bởi Golems của một Blazer điều khiển rối, Tōka đã xuất hiện và ngăn chặn cuộc tấn công. Trong khi đó, Shizuku trở về dinh thự gia tộc để gặp cha mình và được biết rằng đối thủ tiếp theo của cô sẽ là Tōka. |                                                      |                   |
| 10 | "Shinkai no majo VS kaminarikiri" (深海の魔女VS雷切) | 05/12/2015        |
| Ikki và Stella lo lắng cho Shizuku vì họ đã thấy được sức mạnh thật sự của Tōka, Shizuku thì lại nói rằng cô sẽ chiến thắng để chứng minh mình đủ mạnh để cùng anh trai chống lại gia tộc Kurogane. Trong trận đấu, Shizuku nhận ra rằng Tōka nhanh và mạnh hơn mình nên đã sử dụng một chiến thuật phòng thủ cùng với các kỹ năng tầm xa. Shizuku bao bọc cả đấu trường trong băng tuyết để tạo lợi thế về địa hình nhưng vẫn bị Tōka vượt mặt và tấn công. Khi Tōka phô diễn khả năng tiếp cận trong chớp mắt với kỹ năng của mình, Shizuku tạo một làn sương dày đặc để chống lại, liệu điều đó có giúp Shizuku chiến thắng trước tuyệt kỹ của Tōka, Raikiri ? |                                                      |                   |
| 11 | "Mukan no kenshi Wan" (無冠の剣士 I)                 | 12/12/2015        |
| Hội đồng đạo đức dưới sự điều khiển của gia tộc Kurogane tạo ra scandal bằng cách chụp lén cảnh Ikki và Stella hôn nhau. Ikki bị bắt và bị tạm giam vào trong một nhà tù đặc biệt của gia tộc Kurogane, nơi mà anh bị tra hỏi và buộc phải đấu vòng loại trong nhà tù. Dù bị nhiều điều bất lợi, Ikki liên tiếp chiến thắng các đối thủ của mình. Trong một phiên điều trần, Ikki yêu cầu được gặp mặt cha và được chấp thuận. Tuy nhiên, cha Ikki đã nói rằng anh nên từ bỏ trận đấu vì nếu Ikki thắng anh sẽ gây ra bất ổn trong tổ chức của cha mình bằng việc động viên những người không có tài năng khác nhắm đến các mục tiêu cao hơn. Ikki rất suy sụp vì cha vẫn không công nhận mình, tuy nhiên, cô Yuri đã lén đưa cho Ikki một lọn tóc của Stella nhắc nhở anh về lời hứa của 2 người. Hội đồng đạo đức thông báo với Ikki rằng đối thủ cuối của anh sẽ là Tōka và nếu thua, Ikki sẽ phải từ bỏ giấc mơ của mình. |                                                      |                   |
| 12 | "Mukan no kenshi Tsū" (無冠の剣士 II)                | 19/12/2015        |
| Trận đấu vòng loại cuối giữa Ikki và Tōka được truyền hình trực tiếp trên toàn thế giới. Stella và Alice đều chiến thắng vòng cuối của họ và giành được suất tham dự Thất Tinh Kiếm giải. Dù đã kiệt sức và bị thương từ những trận đấu trước trong tù, Ikki vẫn đến đấu trường kịp giờ. Ikki đã được mọi người tại học viện Hagun động viên và cổ vũ trước khi vào đấu. Tōka, cũng như mọi người, đều biết trận đấu đã bị dàn xếp nhưng vẫn muốn thử ý chí chiến đấu cho kẻ yếu của Ikki. Ngay khi trận đấu bắt đầu, Ikki ngay lập tức triển khai Ittō Shura, anh biết rằng sẽ phải hạ gục trong một nhát chém duy nhất thì mới thắng được. Ikki vượt qua giới hạn của mình, sử dụng phiên bản nâng cấp của Ittō Shura là Ittō Rasetsu (Blade of Rakshasa), đánh gục Tōka chỉ trong một nhát kiếm. Ikki sau đó cầu hôn Stella trước toàn thế giới. Quốc vương Vermillion gọi điện cho cha của Ikki cảnh báo rằng hoàng gia rất không hài lòng về việc những đứa trẻ bị lôi vào trò chơi chính trị của người lớn. Một buổi lễ được tổ chức tại học viện để vinh danh 6 người sẽ đại diện trường tham gia Thất Tinh Kiếm giải. Ikki được trao trọng trách người cầm cờ bởi Tōka. Ikki sau đó định nói chuyện với Stella về lời cầu hôn của mình nhưng chưa kịp nói thì Shizuku và Alice đến. Shizuku quyết định sẽ chỉ dạy Stella cách làm dâu nhà Kurogane với những quy định khá nghiêm ngặt và 2 người cãi nhau.                              |                                                      |                   |